# Мейоза
В биологията мейоза (от гръцки: meioun – „правя по-малък“) е процес на делене чрез намаляване на броя на хромозомите, при който броят на хромозомите на една клетка се разделя на две. Мейозата при животните винаги води до образуването на гамети.

## Обща характеристика
Мейозата протича като две последователни митотични деления. Те протичат като едно цяло, без интерфаза – всяка мейоза е равна на две неразривно свързани митози, между които не протича репликация на ДНК. Преди първото делене генетичният материал се удвоява, но преди второто делене не се удвоява. Формира се делително вретено, чрез чиито нишки се прикрепват хромозоми чрез своите центромери. В началото на първото делене при профаза 1 хомоложните хромозоми от хромозомния набор се приближават и се прилепват една с друга, образувайки двойки хромозоми с два хроматида (бивалентни). Също така протича и кросинговър – несестринските хроматиди от двете хромозоми си обменят материал. След това бивалентните се настаняват по екватора на делителното вретено (метафаза 1) и се разделят (анафаза 1). Разделят се самите хромозоми в бивалентите. През телофаза 1 в полюсите на делителното вретено се образуват дъщерни ядра, всяко от който съдържа по една хромозома от хомоложна двойка, а количеството ДНК е удвоено. Второто делене на мейозата е сходно с митотичното. В двете клетки се оформят делителни вретена (профаза 2) и компактните хромозоми се подреждат в неговия екватор (метафаза 2). След това хроматидите на всяка хромозома се разделят като самостоятелни хромозоми и се отправят към полюсите на делителното вретено (анафаза 2). Там образуват дъщерни ядра, в които хромозомния набор е хаплоиден и всяка хромозома съдържа нормално количество ДНК.

## Фази на мейозата
Мейозата се състои от две последователни деления подобни на митозата: профаза, прометафаза, метафаза, анафаза и телофаза.

Интерфаза 1 - Тя е силно удължена и може да заема повече от 90% от времето на цялото мейотично делене

### Профаза 1
В зависимост от типа на образуващите се гамети, варира между дни, месеци и години. Тя се разделя на 5 морфологични стадия.
- Лептотен (на гръцки: leptos – „тънък“ и tainia – „нишка“) – представлява стадият на тънките нишки. Интерфазните хромозоми в ядрото се компактизират.

- Зиготен – протича конюгация (свързване) на хомоложните хромозоми – синапсис. Образува се бивалент, който се състои от тези две хомоложни хромозоми с общо четири хроматиди. Тази структура се нарича още тетрада. Броят на бивалентите е равен на хаплоидния брой хромозоми в клетката.

- Пахитен – по време на свързването протича обмяна на участъци между не-сестринските хроматиди на хомоложните хромозоми, т.нар. кросинговър. Бивалентът остава свързан, там където е протекъл кросинговър, чрез т.нар. хиазми.

- Диплотен – при този стадий започва разделяне на бивалента, като синапсът се разрушава и хомоложните хромозоми остават свързани само чрез хиазмата. При някои земноводни и други организми част от хромозомите се декомпактизира, като позволява протичането на транскрипция в бримки ДНК. Тези хромозоми се наричат хромозоми тип лампови четки.

- Диакинеза – преходен стадий към метафаза. Транскрипцията прекратява и хромозомите се компактизират, удебеляват се и се отделят от ядрената обвивка.

### Прометафаза 1
Образува се делителен апарат, разрушава се ядрената обвивка, хромозомите се свързват с белтъци – преносители.

### Метафаза 1
Бивалентите се подреждат в екваториалната равнина на делителното вретено.

### Анафаза 1
Започва разделяне на бивалентите, като по една цяла хромозома от двойка се отправя към полюсите, като във всеки полюс има по една хромозома от всеки бивалент.

### Телофаза 1
Ядрените обвивки се сглобяват в двата полюса. След това протича цитокинеза – разпределянето на цитозола и разделянето на две отделни клетки.

### Профаза 2, Прометафаза 2, Метафаза 2, Анафаза 2 и Телофаза 2
След Телофаза 1 не следва интерфазен период, а следва второ делене на всяка една от получените дъщерни клетки. Деленето е почти идентично с митотичното. Получават се общо 4 нови клетки, като всяка от тях е с хаплоиден хромозомен набор вследствие от разделянето на сестринските хроматиди от всяка хромозома в двата полюса на двете родителски клетки.

### Гаметогенеза
Вследствие от мейозата се получават 4 дъщерни клетки, всичките с хаплоиден хромозомен набор. Тези клетки са специализирани за сливане при полов процес. Гаметите са два типа – яйцеклетка ♀ и сперматозоид ♂. При овогенезата само 1 клетка расте и се превръща в овоцит и после в яйцеклетка, а останалите 3 са т.нар. полярни телца, които дегенерират. А при сперматогенезата и четирите клетки образуват жизнени гамети.